# Gastvogel

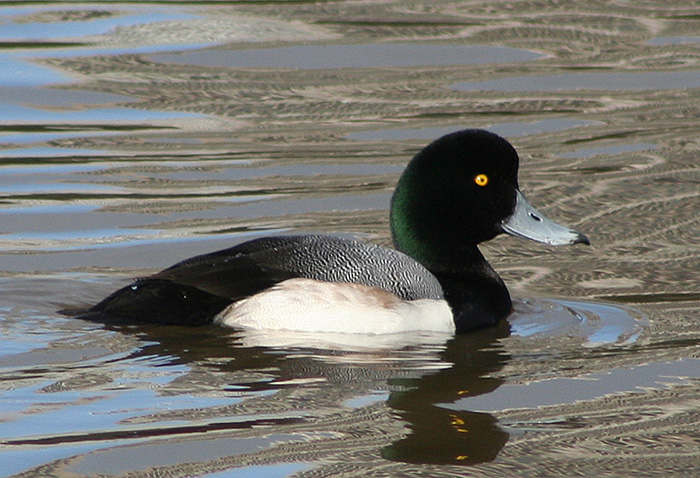
Een voorbeeld van een echte jaargast is de toppereend.

Onder gastvogels in een bepaald gebied verstaat men die vogelsoorten die daar niet broeden. 
Gastvogels worden, afhankelijk van de periode in het jaar waarin ze in het betreffende gebied voornamelijk aanwezig zijn, onderverdeeld in wintergasten, zomergasten, en jaargasten. 

## Wintergasten
Wintergasten verlaten in het winterhalfjaar noordelijk gelegen broedgebieden, om te overwinteren in zuidelijker gelegen streken met een gematigder klimaat.

Voorbeelden wintergasten
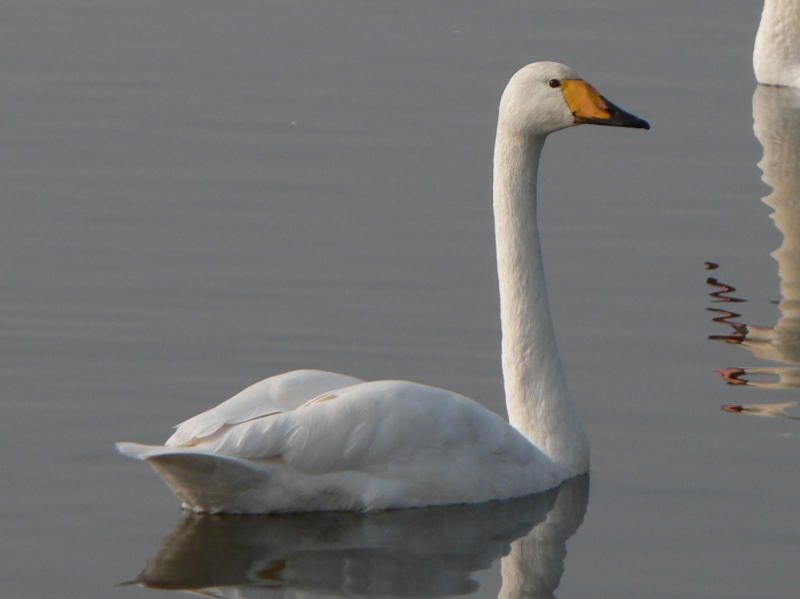
Wilde zwaan
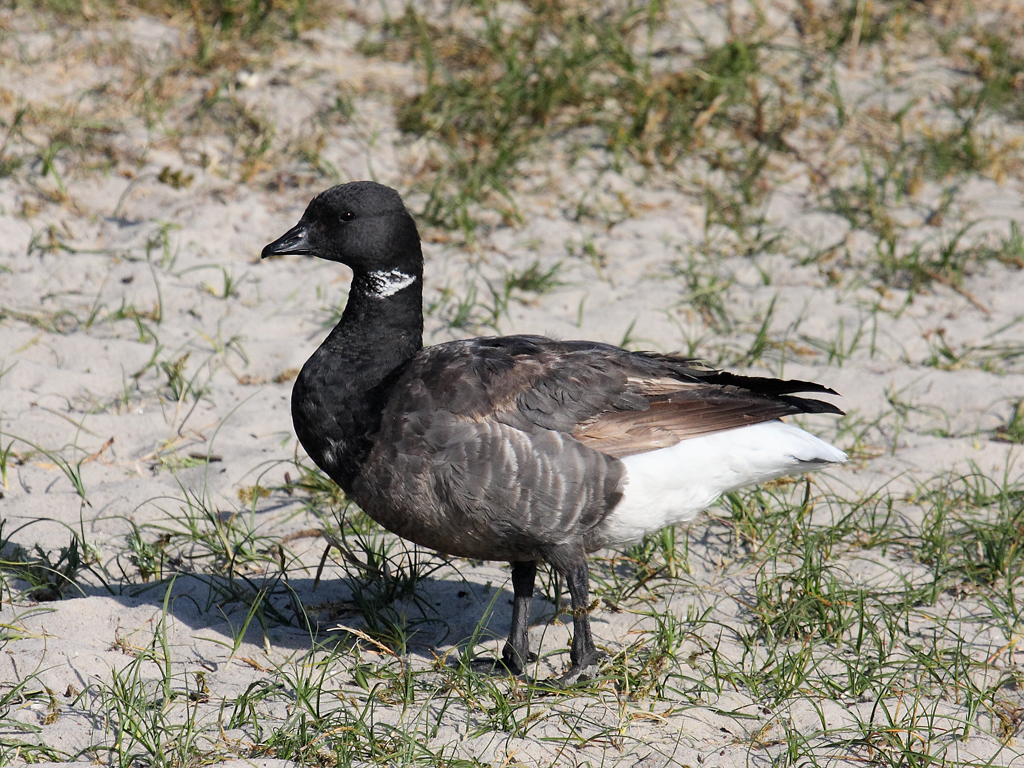
Rotgans
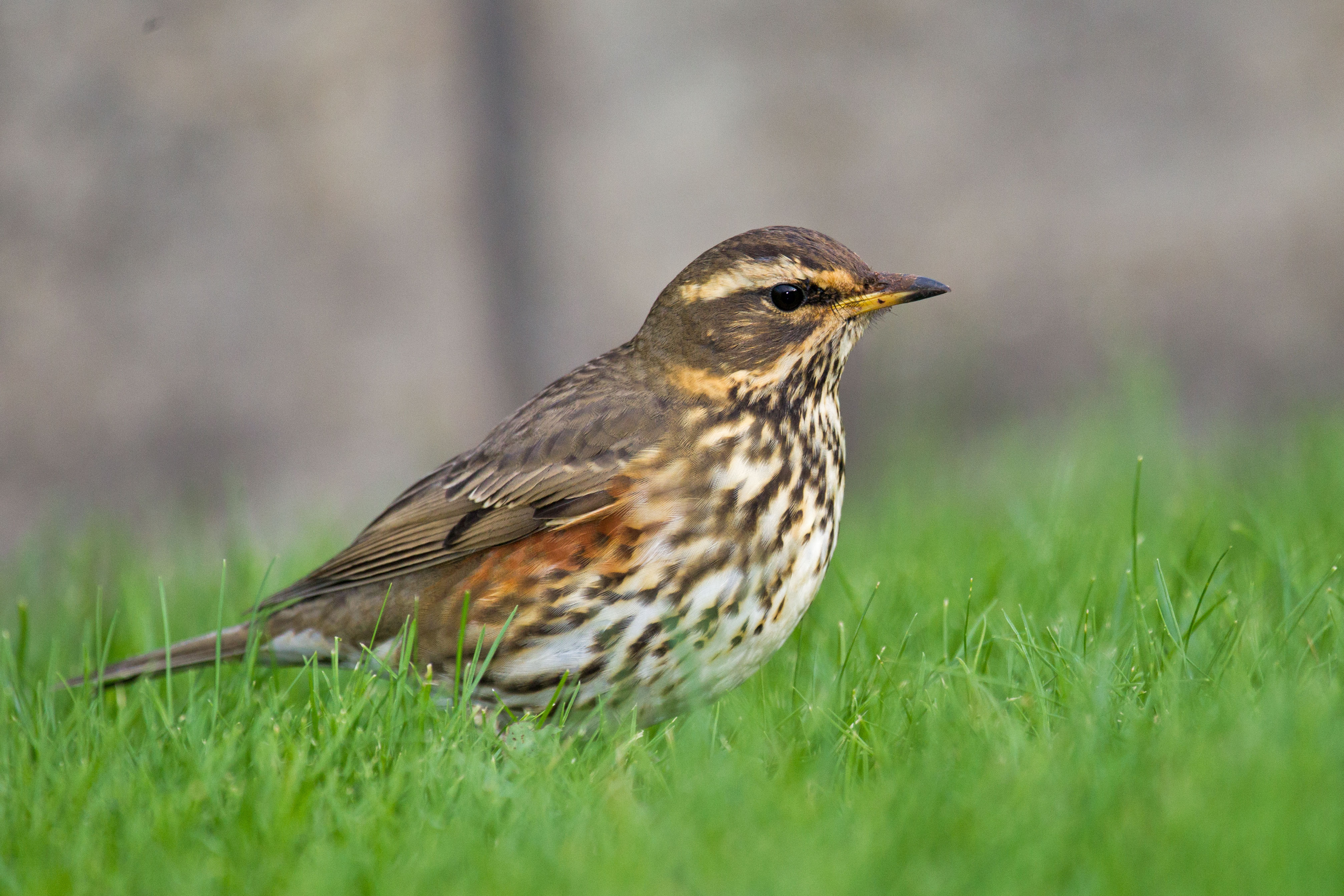
Koperwiek
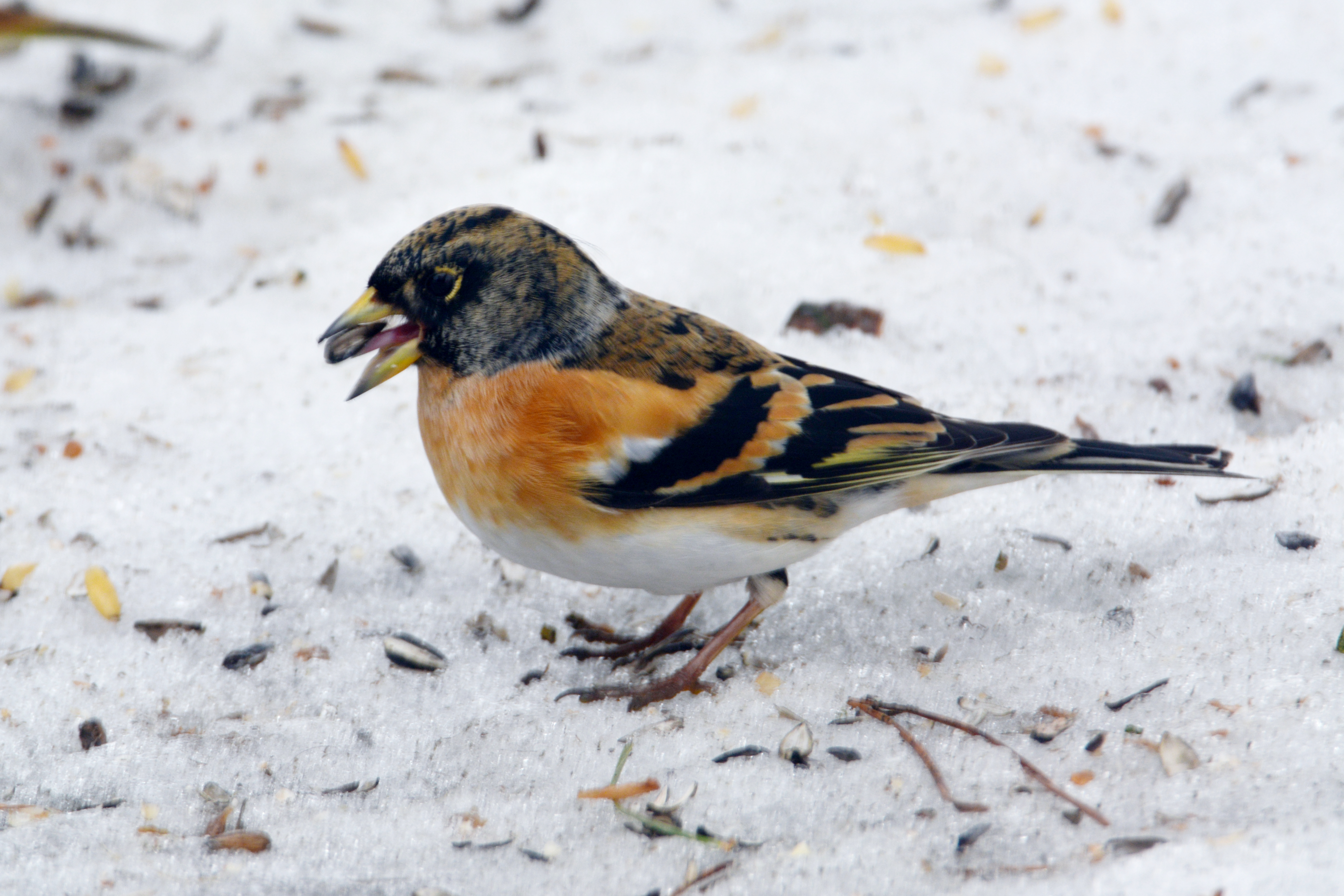
keep

## Zomergasten
Zomergasten zijn niet-broedvogels die in de zomerperiode in het betreffende land verblijft.
Dit is in Nederland een onbeduidende categorie

Voorbeelden zomergasten
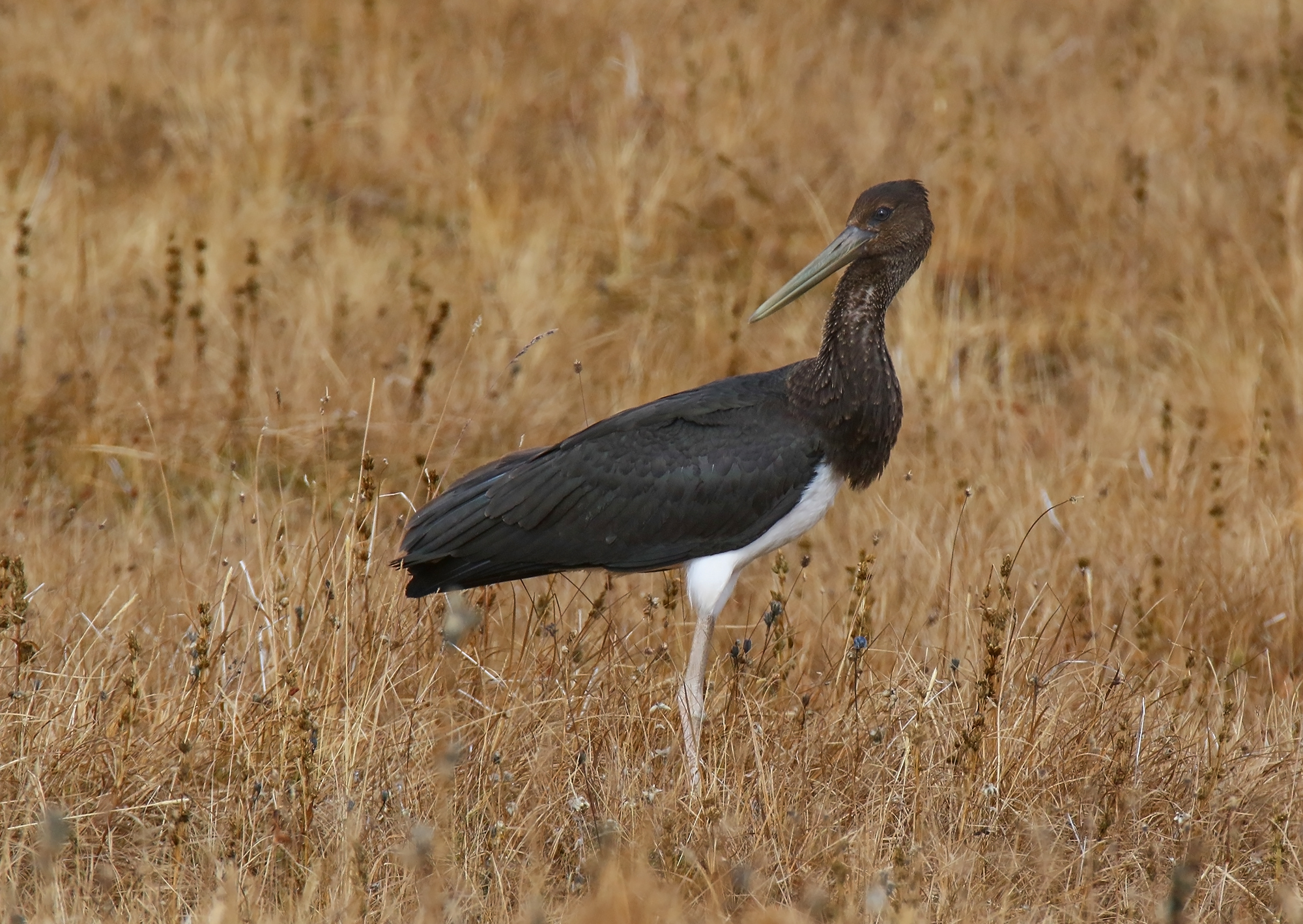
Zwarte ooievaar
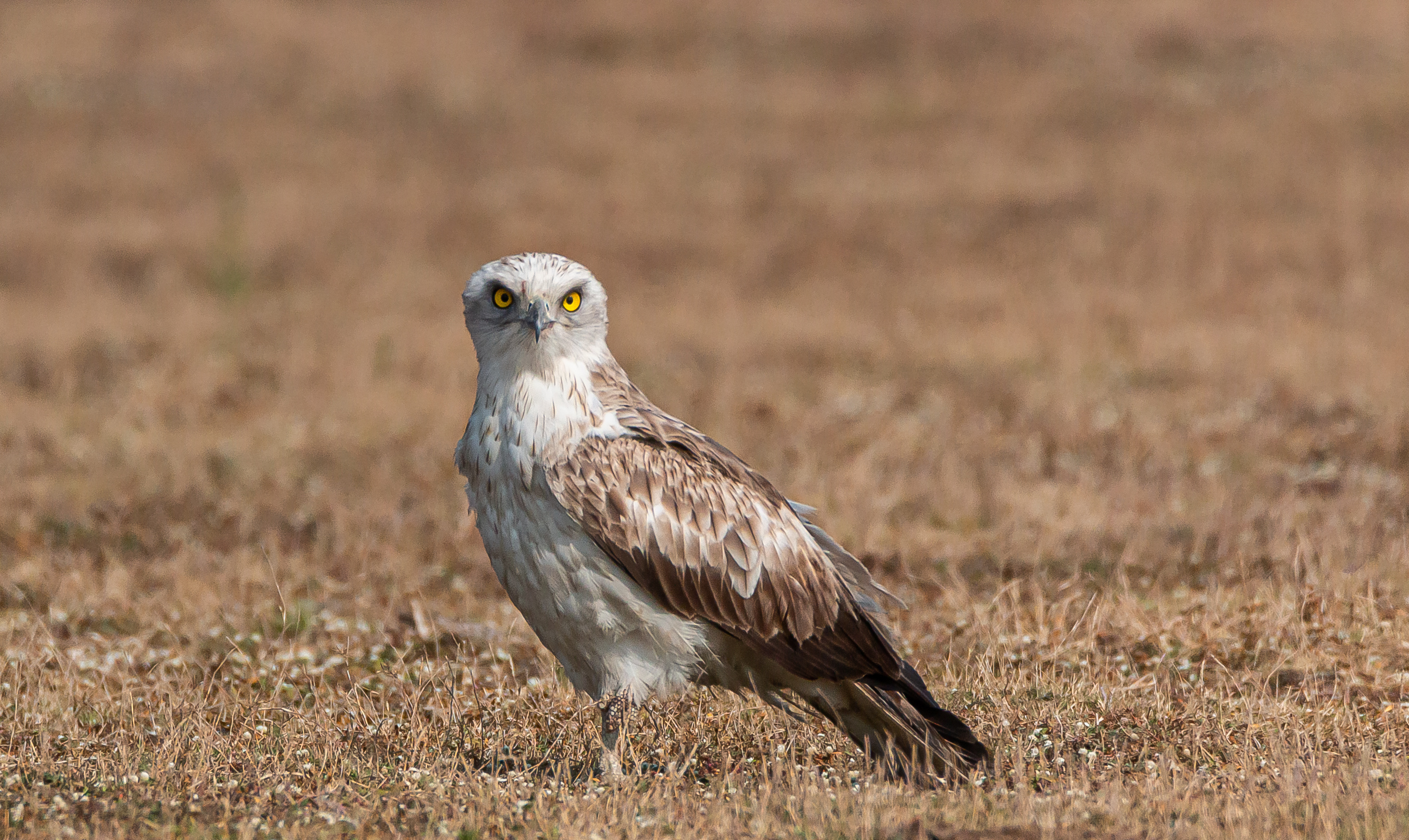
Slangenarend
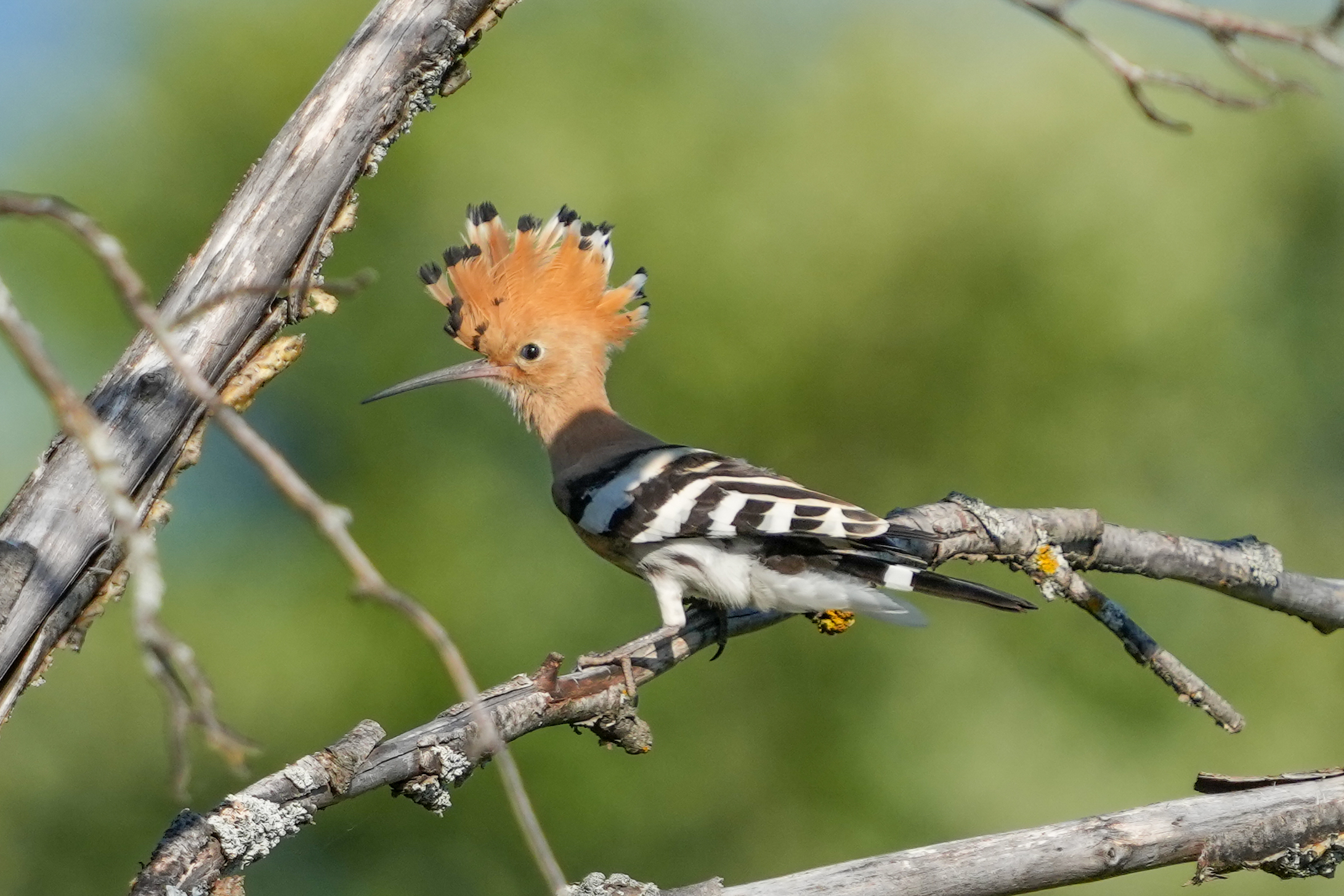
Hop
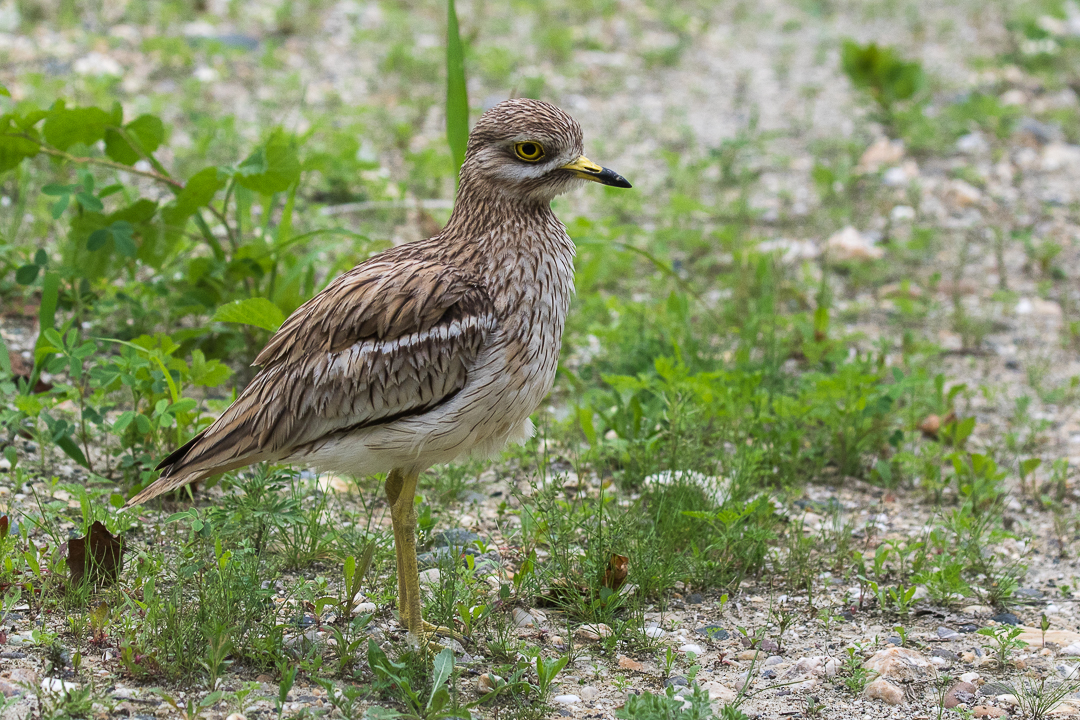
Griel

## Jaargasten
Jaargasten zijn niet-broedvogels die het gehele jaar in het betreffende land te vinden zijn. 

Voorbeelden jaargasten
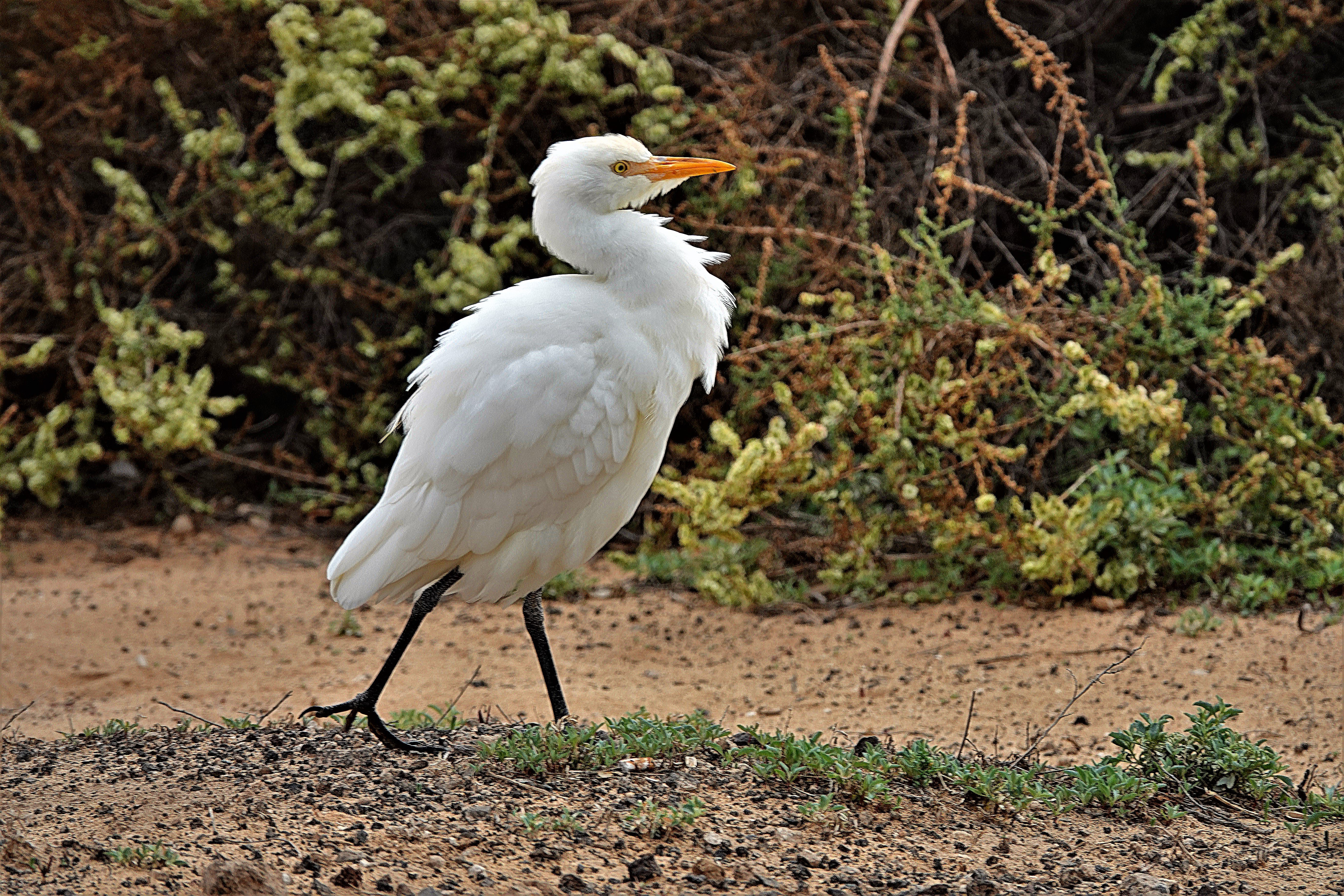
Koereiger
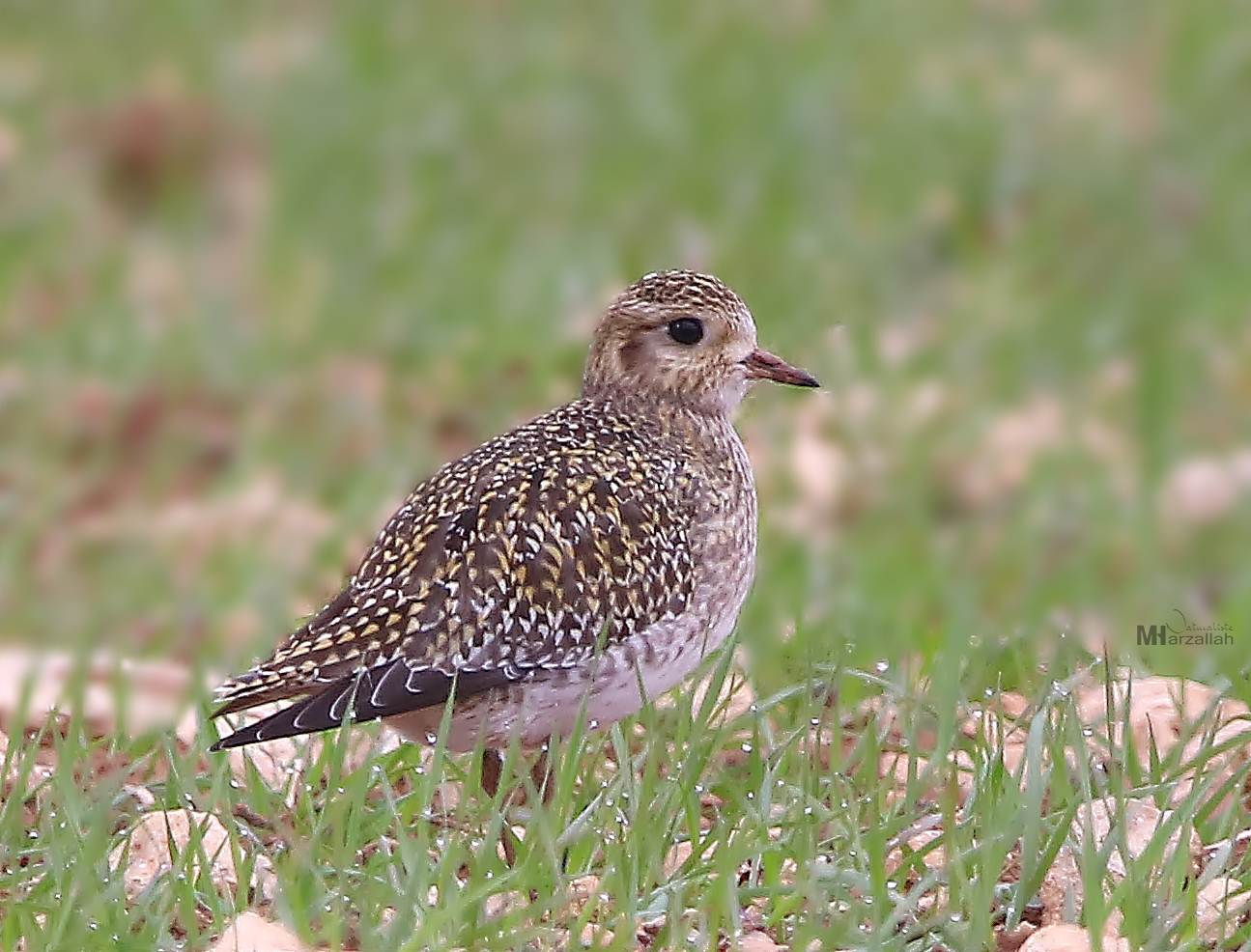
Goudplevier
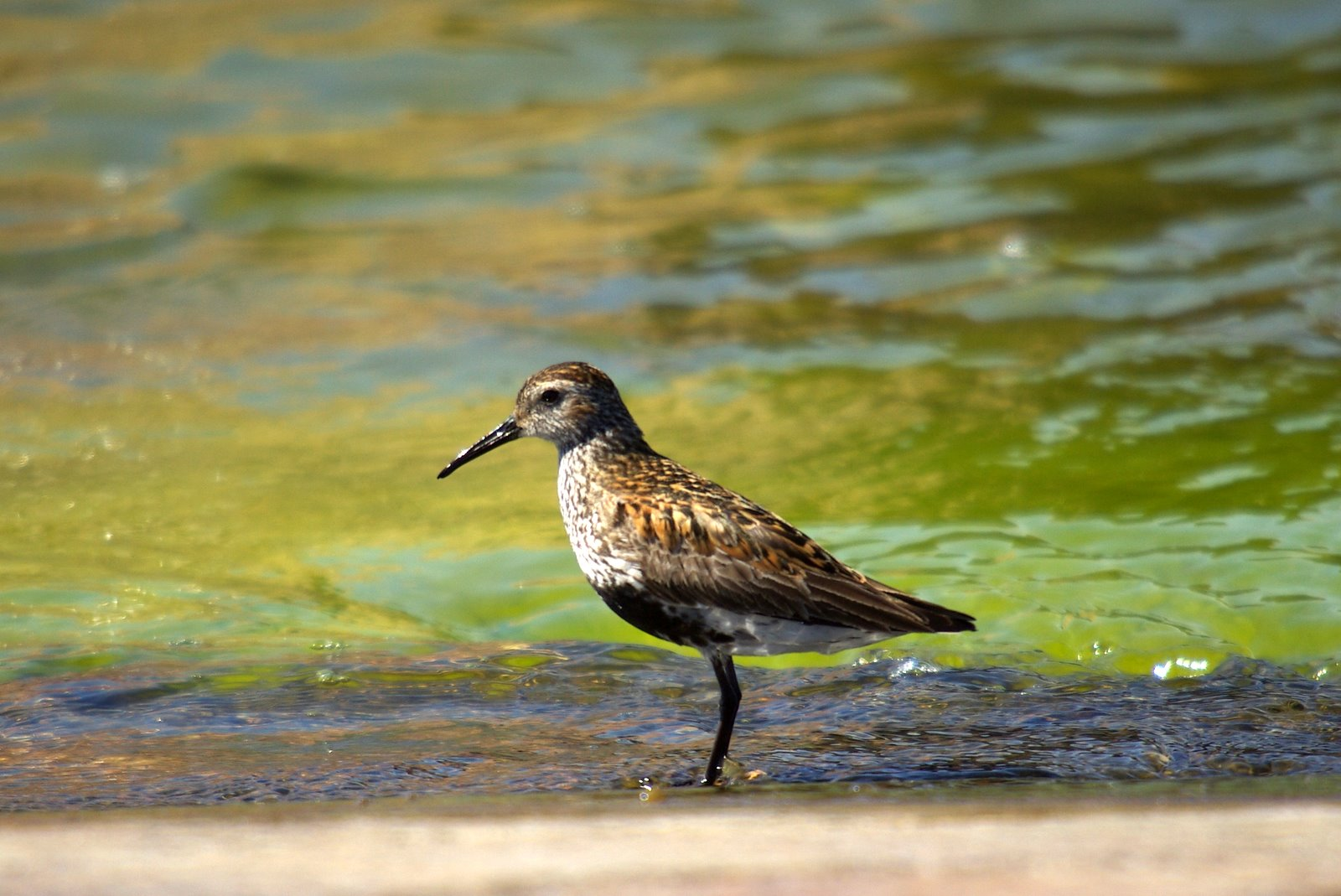
Bonte strandloper
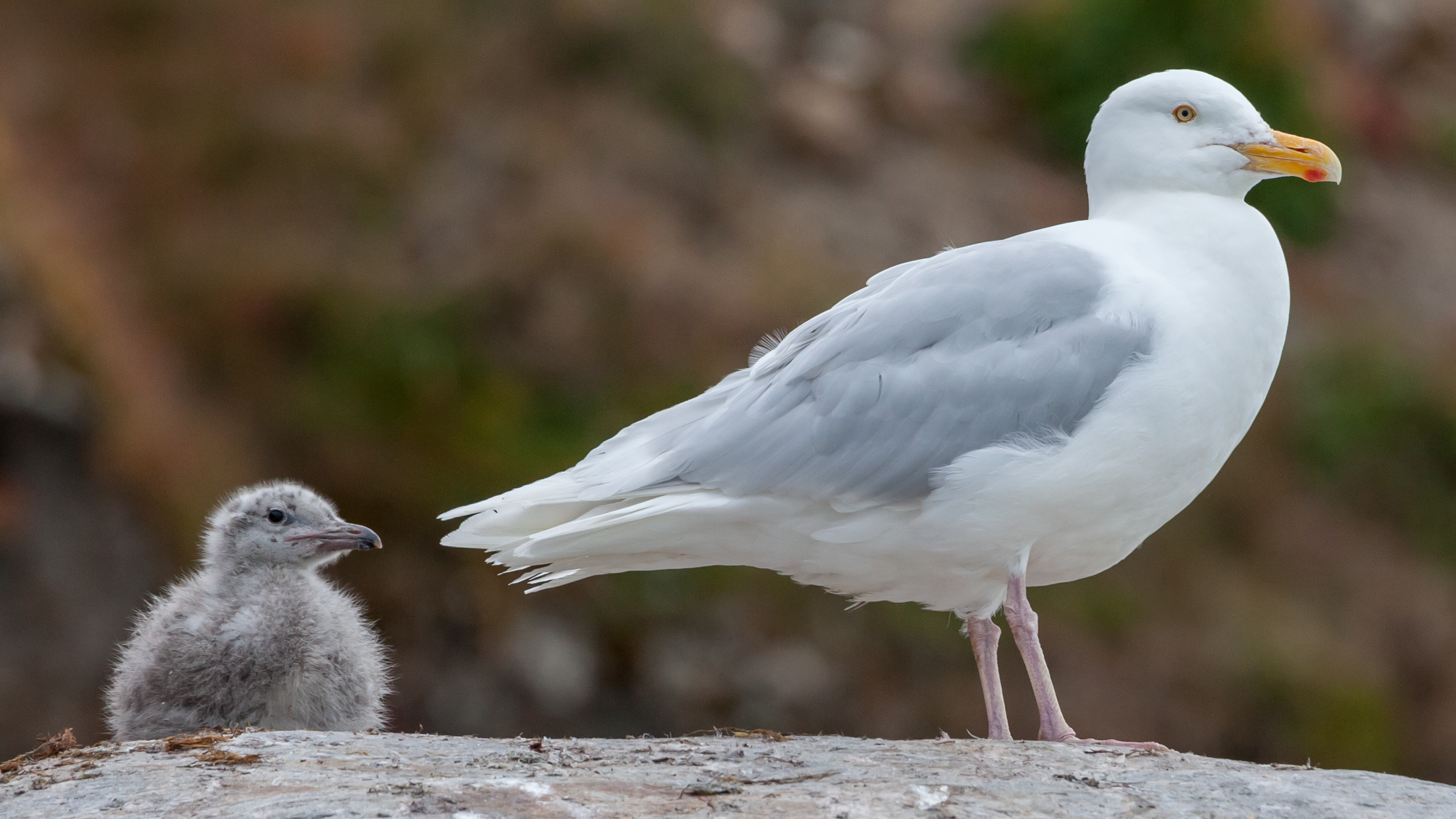
Grote burgemeester

## Doortrekkers
Doortrekkers onder de vogels zijn niet-broedvogels die tijdens hun seizoenstrek een gebied passeren zonder daar langere tijd te blijven.

Voorbeelden doortrekkers
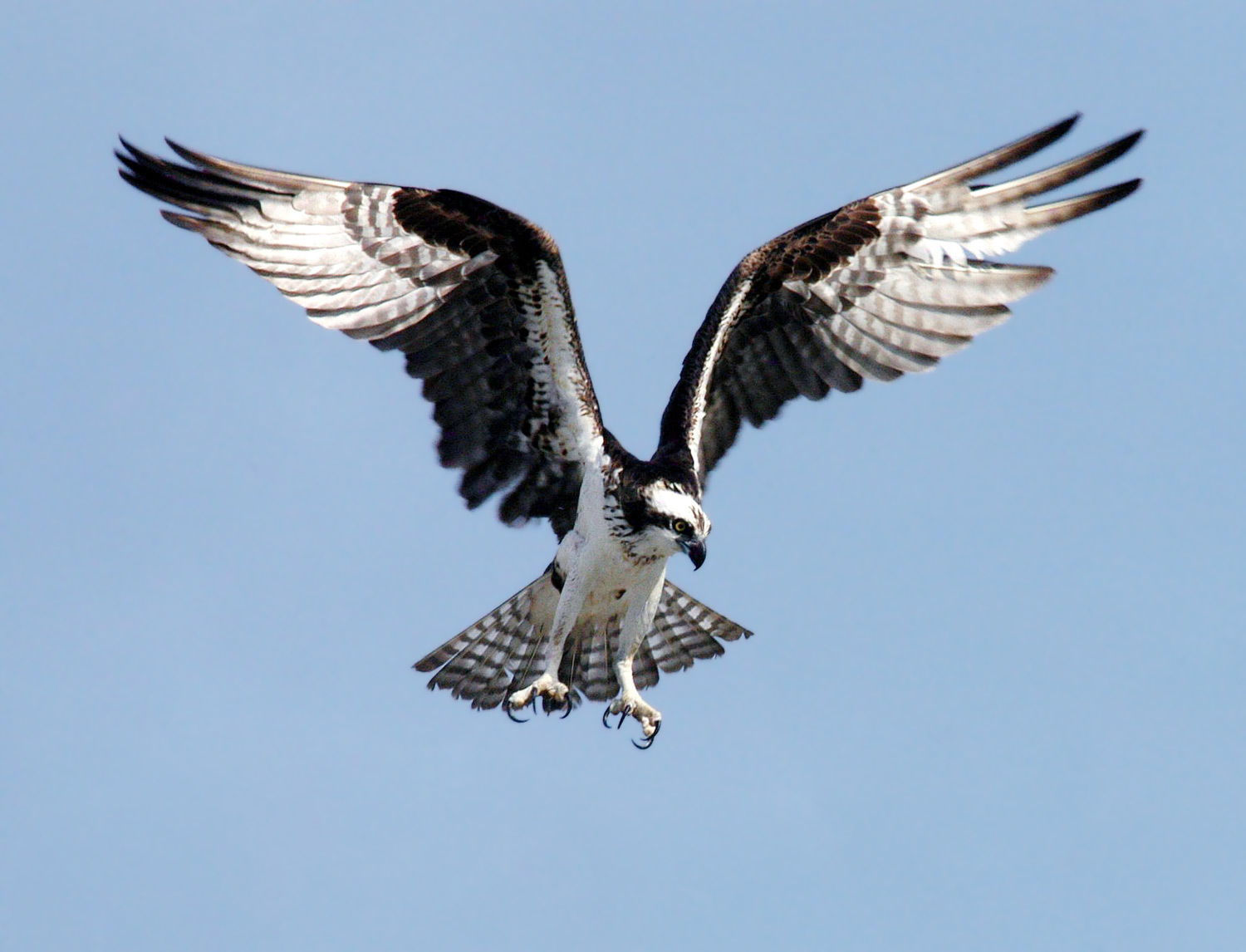
Visarend
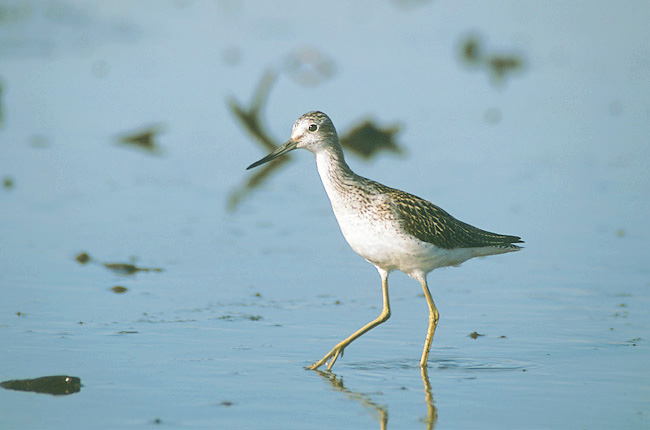
Groenpootruiter
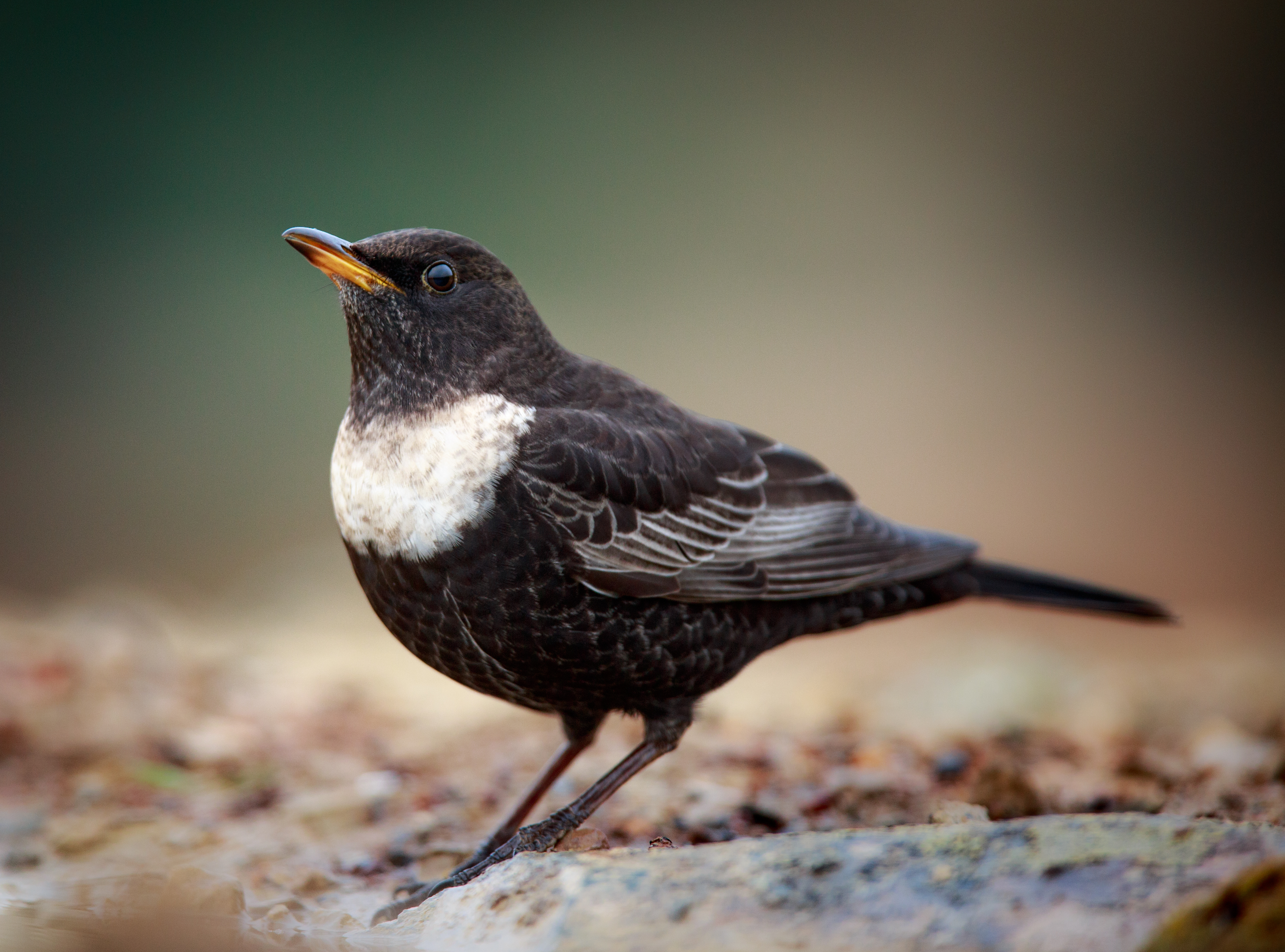
Beflijster